# سزار هیدالگو
سزار هیدالگو (انگلیسی: César Hidalgo؛ زادهٔ ۲۲ دسامبر ۱۹۷۹) دانشمند در زمینه اقتصاد پیچیدگی، سامانه پیچیده، علم شبکه، و مصورسازی داده اهل Chilean است.